# Géographie du Québec
La géographie du Québec est l'ensemble des réalités physiques et humaines qui composent le Québec. Situé à l'est du continent nord-américain, le Québec a une superficie de 1 667 441 km2,. Le Québec fait trois fois la taille de la France métropolitaine, et cinq fois celle du Japon.
Il partage une frontière avec quatre États du nord-est des États-Unis — l'État de New York, le Vermont, le New Hampshire et le Maine ; trois provinces canadiennes — Terre-Neuve-et-Labrador, le Nouveau-Brunswick et l'Ontario; en plus d'une frontière maritime avec le territoire du Nunavut.
Vu de l'espace, le Québec se démarque par l'abondance de ses cours d'eau. Le Québec dispose d'une des plus importantes réserves d'eau douce du monde. Avec 990 km3/an d’eau renouvelable, excluant les lacs et l'eau souterraine, le Québec dispose de 3 % du total mondial de cette ressource. Elle occupe 12 % de sa superficie totale. Pas moins d'un demi-million de lacs — dont 30 d'une superficie supérieure à 250 km2 — et 4 500 rivières déversent leurs torrents dans l'Atlantique par le golfe du Saint-Laurent et dans l'océan Arctique, par les baies de James, d'Hudson et d'Ungava.
Si le Québec est vaste, il est en revanche très inégalement peuplé. En 2006, pas moins de 1 873 971 personnes s'agglutinaient dans les 498 km2 de l'île de Montréal (pour une densité de 3 761,6 hab./km2), seulement 40 637 Québécois habitaient la région du Nord-du-Québec, qui compte pourtant pour 43 % du territoire.

## Géologie
| 1 2 3 4 4a 4b 4c 4d 4e 5 5a 5b 6 7 8 |

Le Québec dispose d'un sous-sol riche en minéraux. Des roches précambriennes du Bouclier canadien forment plus de 90 % du territoire. Cet immense plateau forme la presque totalité du territoire québécois au nord du fleuve Saint-Laurent, à l'exception d'une mince bande de territoire à l'extrémité nord, les basses-terres de l'Arctique qui ceinturent la baie d'Hudson.
La moitié de la douzaine de provinces géologiques du Bouclier canadien sont représentées dans la géologie québécoise. Il y a d'abord la province du Supérieur, dont la datation fait remonter sa création à l'Archéen supérieur (de 2,5 à 2,85 milliards d'années). Cette région d'une superficie de 2 000 000 km2, dont 600 000 km2 au Québec, est renommée pour ses gisements de cuivre, de nickel, de fer et d'argent. 
La dernière étape de la formation du bouclier canadien, l'orogenèse trans-hudsonienne, datée du Paléoprotérozoïque a laissé son empreinte à l'extrémité nord de la péninsule d'Ungava et dans toute la région comprise entre la baie d'Ungava et le Labrador. Cette orogénèse est associée au Québec aux collisions du craton du Supérieur avec celui de Nain à l'ouest et avec celui de Méta-Incognita au nord,.
Les régions de l'Abitibi et du Pontiac sont deux exemples représentatifs de cette formation géologique. Les deux régions portent les marques de leur rencontre avec les régions plus au sud. Les roches volcaniques de ces deux régions « ne représentent plus que des restes médiocres de fonds marins juxtaposés » le long de failles ou de discordances, écrivent Michel Hocq et Pierre Verpaelst, dans une monographie consacrée à la géologie québécoise publiée par le gouvernement du Québec en 1994.
La plus jeune province précambrienne, dite de Grenville — du nom d'une municipalité des Laurentides, dans le sud-ouest du Québec — est venue s'ajouter au noyau du craton nord-américain il y a un milliard d'années. Le Grenville traverse le Québec du nord-est au sud-ouest et se poursuit jusqu'au sud-est des États-Unis. Cette région, qui s'étend sur 600 000 km2 au Québec, est reconnue pour ses gisements de fer-titane, de minéraux industriels comme le silice, le graphite, les silicates d'alumine et ses pierres de taille, dont le granite.
On retrouve des roches sédimentaires paléozoïques au sud du fleuve, qui forment un arc de cercle se terminant avec l'imposante péninsule gaspésienne, et constituent un maillon des Appalaches, qui s'étend sur plus de 2 500 km, de Terre-Neuve à l'Alabama.
Les Appalaches ont été formées au cours de trois phases orogéniques — les orogénèses taconienne, acadienne et alléghanienne — sur une période d'environ 200 millions d'années, du Cambrien au Dévonien. Elles résultent de la fracturation du supercontinent Rodina, le long d'une grande zone de fracture ou rift qui a donné naissance à l'océan Iapetus, à la fin du Protérozoïque. À l'est les monts Chic-Chocs occupent la majeure partie de la Gaspésie ; son point culminant est le mont Jacques-Cartier (1 268 m). Dans le sud, le mont Gosford, situé près de la frontière américaine, s'élève à 1 192 m.
Le point culminant du Québec est le Mont D'Iberville dans les monts Torngat, avec une élévation au-dessus du niveau des mers de 1 652 m.
|  |  |  |  |

Enfin, il y a ce que le géographe Henri Dorion appelle « le jardin du Québec », la plate-forme du Saint-Laurent, dont les basses terres ont été formées de sédiments apportés aussi récemment qu'à la fin de la glaciation wisconsinienne, il y a moins de 20 000 ans. Elle s'étend de Gatineau à La Malbaie et jusqu'à la faille de Logan, dans une trajectoire en arc qui va du lac Champlain à l'Île aux Coudres, en passant par Saint-Hyacinthe et Québec<.
Cette étroite bande de terre — qui a vu naître et croître la Nouvelle-France, aux XVIIe et XVIIIe siècles — forme une plaine propice à l'agriculture. Une série de collines d'origine plutonique, les collines Montérégiennes ont fait leur apparition au Crétacé. Alignées sur un axe est-ouest allant d'Oka à Mégantic, ces collines sont le résultat d'intrusions de magmas alcalins.

## Hydrographie

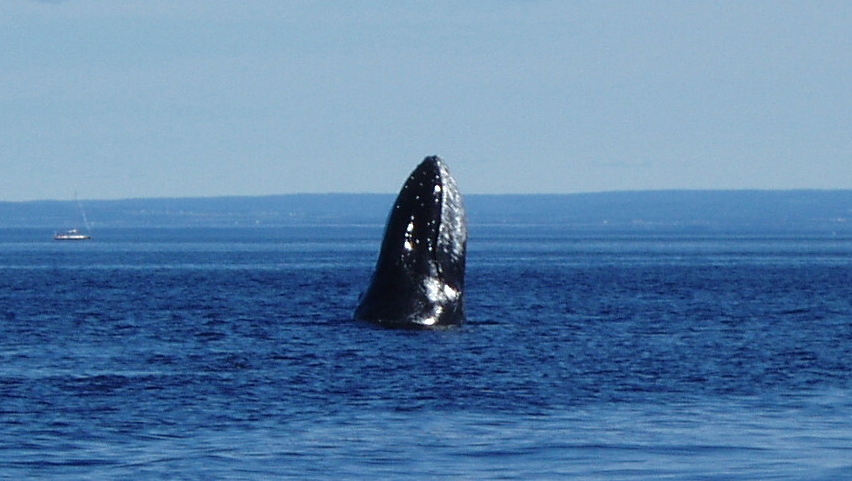
Les baleines à bosse remontent le fleuve Saint-Laurent jusqu'à Tadoussac

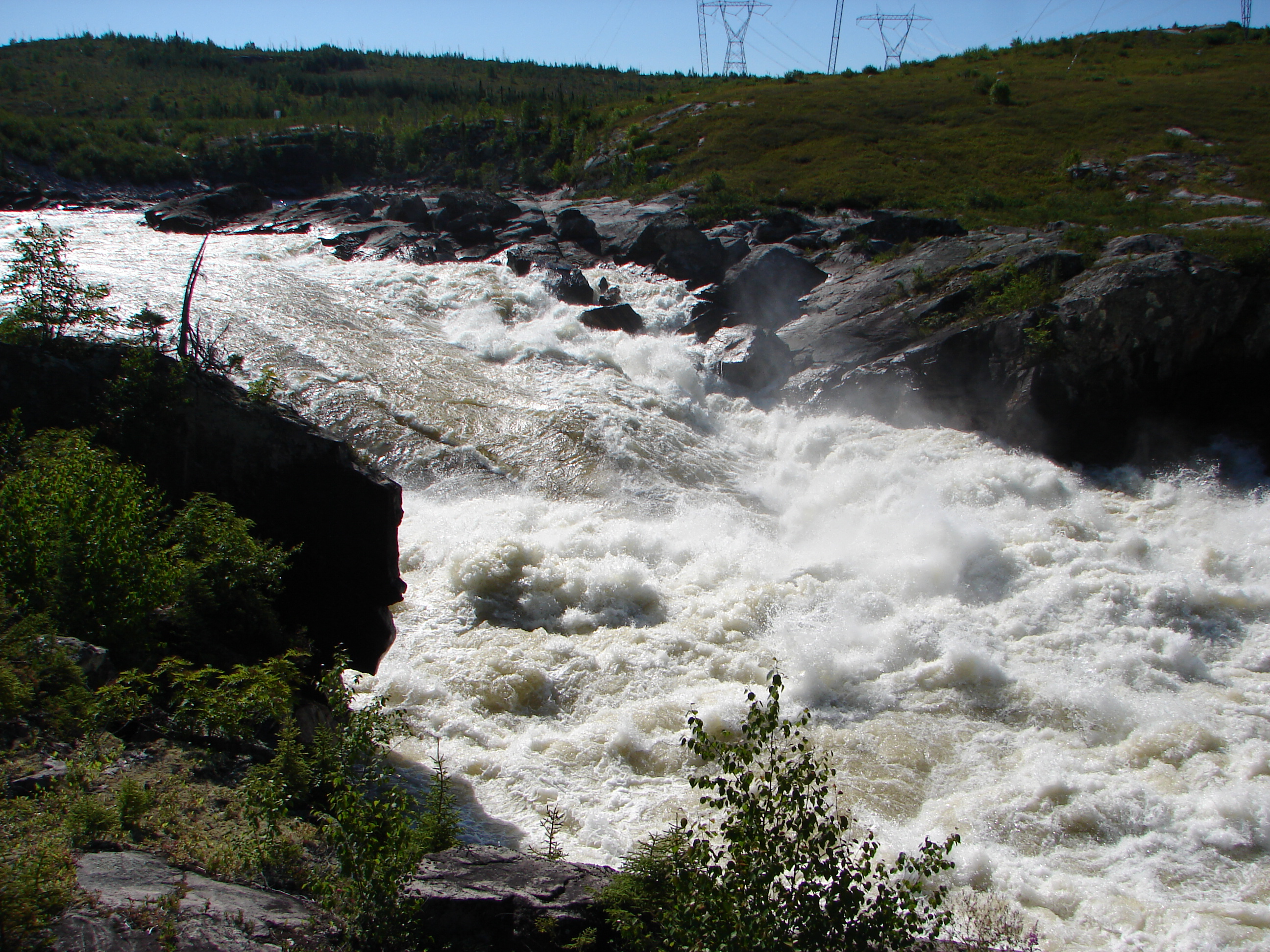
La rivière Rupert

Les cours d'eau du Québec constituent probablement l'une de ses plus importantes richesses et sont une caractéristique fondamentale des paysages québécois. Il compte 430 bassins versants majeurs — dont 100 d'une superficie supérieure à 4 000 km2 — qui relèvent de quatre grands systèmes hydrographiques : le Saint-Laurent, la baie James, la baie d’Hudson et la baie d’Ungava. Le demi-million de lacs — dont 30 d'une superficie supérieure à 250 km2 — et les 4 500 rivières du Québec occupent 12 % du territoire.
Le plus important est sans aucun doute fleuve Saint-Laurent, l'un des plus importants d'Amérique du Nord, et l'un des 15 plus importants au monde par sa longueur et l'étendue de son bassin hydrographique.
Il prend sa source dans les Grands Lacs, aboutit à un vaste estuaire, pour finalement se jeter dans le golfe du Saint-Laurent, partie de l'océan Atlantique. Long de 1 200 kilomètres depuis le lac Ontario jusqu'à l'île d'Anticosti, c'est l'une des plus grandes voies navigables du monde et le principal axe fluvial du continent nord-américain.
Le fleuve rétrécit d'abord à Québec puis la navigation est rendue difficile par les rapides de Lachine. La construction du canal de Lachine au XIXe siècle, puis celle de la voie maritime du Saint-Laurent entre 1952 et 1959 ont permis à des villes comme Duluth (Minnesota) et Thunder Bay (Ontario) de disposer d'un accès à l'océan Atlantique.
D'ouest en est, ses principaux affluents québécois sont les rivières des Outaouais, Richelieu, Saint-Maurice, Chaudière, Saint-François, et Manicouagan. Le Lac Saint-Jean, d'une superficie de 1 041 km2, deux fois celle de l'Île de Montréal alimente le Saguenay, qui se jette dans le Saint-Laurent à Tadoussac.
Au Nord-du-Québec, les bassins de la Grande Rivière, de la rivière Rupert et de la Grande rivière de la Baleine sont particulièrement connues pour leur potentiel hydroélectrique et les gigantesques réservoirs créés lors de la construction des deux phases du projet de la Baie-James. Le lac Mistassini et le lac Wiyâshâkimî, les deux plus grands lacs naturels du Québec, alimentent l'océan Arctique.

## Environnement

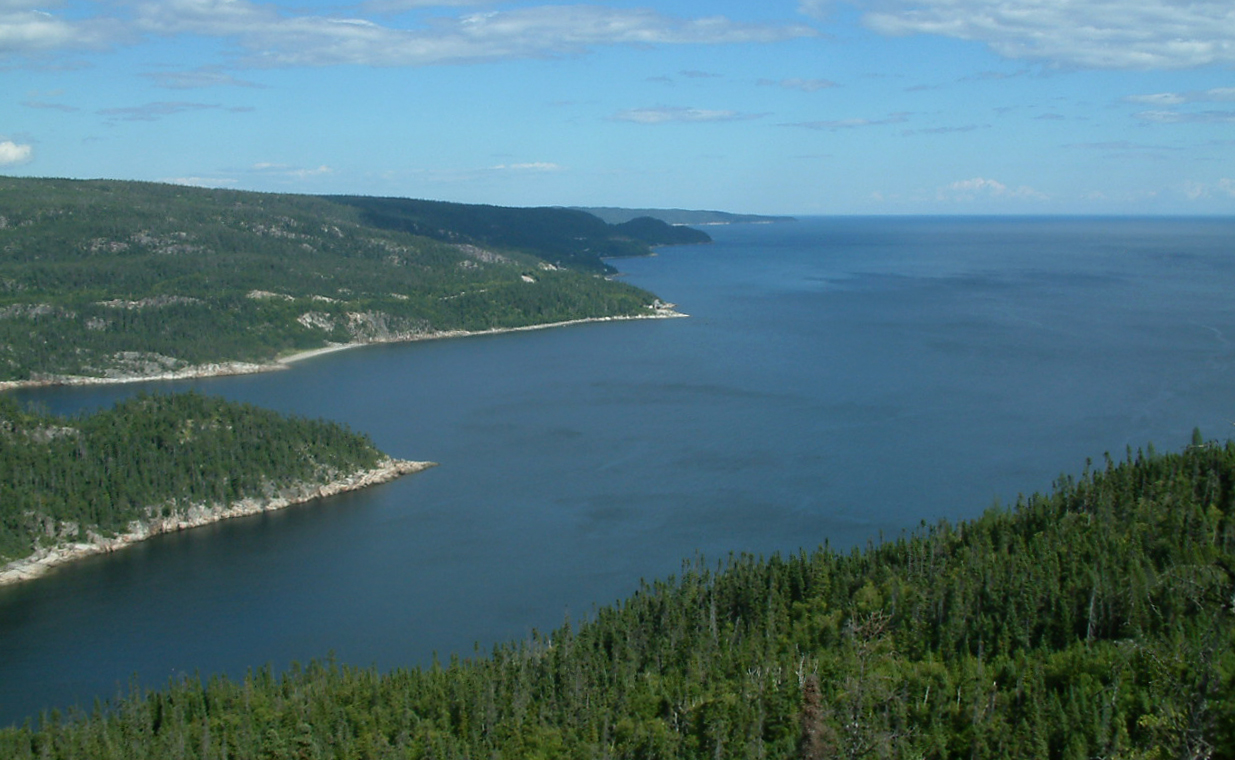
Le fleuve Saint-Laurent au Québec

### Climat

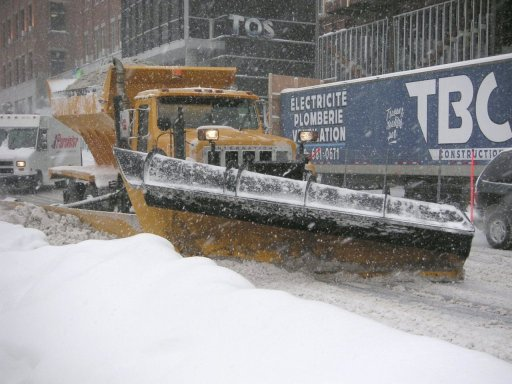
La ville de Québec reçoit en moyenne 310 cm de neige par année.

Quatre saisons très contrastées se succèdent au Québec, dont un printemps doux et bref et un automne frais et coloré. Les saisons les plus marquées restent l'été et l'hiver. Les étés sont chauds et souvent très humides. Les hivers sont froids, plutôt longs et neigeux, et très humides eux aussi. Ces saisons sont très contrastées, les températures pouvant atteindre parfois les 35 °C en été, et descendre parfois sous la barre des −40 °C en hiver. Ce climat est appelé le climat continental humide.
La période d'enneigement a une durée d'environ quatre (au sud, à Montréal) à six mois (au nord, à Radisson). La quantité de neige tombée pendant cette période à Sept-Îles (412 cm), Québec (312 cm) ou à Montréal (217,5 cm) est quand même supérieure à celle d'une ville nordique comme Helsinki, qui est située au 60e parallèle.
En général, c'est le vent qui refroidit davantage les températures et provoque parfois de la « poudrerie » (neige très fine emportée par le vent). Les villes de la péninsule gaspésienne ainsi que les villes côtières de la Côte-Nord profitent de l'effet modérateur de l'océan sur les températures extrêmes et jouissent d'un hiver un peu plus doux et d'un été plus frais.

Aires approximatives des écorégions du World Wildlife Fund
1. Toundra du Moyen-Arctique
2. Toundra du Bas-Arctique
3. Toundra des monts Torngat
4. Taïga de l'Est du Bouclier canadien
5. Taïga du Sud de la Baie d'Hudson
6. Forêts centrales du Bouclier canadien
7. Forêts de l'Est du Canada
8. Forêts transitionnelles de l'Est
9. Forêts des basses-terres de l'Est des Grands Lacs
10. Forêts de la Nouvelle-Angleterre et de l'Acadie
11. Forêts des basses-terres du Golfe du Saint-Laurent

### Les biomes
Avant de décrire chacun des biomes terrestres qui composent la Boréalie, il faut définir ce qu’est un biome et ce qu’est un écosystème. Selon Campbell (1995), un biome est « un ensemble d’écosystèmes variés caractéristique d’une grande zone biogéographique, nommé d’après la végétation qui y prédomine et se caractérisant par les organismes qui y sont adaptés ».
Un biome (du grec bios = vie), appelé aussi aire biotique, écozone ou écorégion, est un ensemble d'écosystèmes caractéristique d'une aire biogéographique et nommé à partir de la végétation et des espèces animales qui y prédominent et y sont adaptées. Il est l'expression des conditions écologiques du lieu à l'échelle régionale ou continentale : le climat qui induit le sol, les deux induisant eux-mêmes les conditions écologiques auxquelles vont répondre les communautés des plantes et des animaux du biome en question.
Les biomes terrestres sont décrits par la science de la biogéographie. La classification écologique des terres défini le vocabulaire utilisé pour évaluer la taille de ces zones du micro-habitat à la Biosphère. Leur concept embrasse les notions de communauté, d'interaction entre sols, plantes et animaux.
Par extension, on parle de microbiome, pour désigner l'espace de vie du microbiote.
Le biome est fondamentalement caractérisé par son climat, en particulier températures et précipitations. C'est d'ailleurs la répartition zonale des climats qui a conduit à mettre en évidence la zonation des sol à la fin du XIXe siècle, puis des biomes. D'autres paramètres physiques peuvent intervenir, comme une altitude particulière ou un sol périodiquement submergé par exemple.
En effet, l'eau et les températures dont la répartition à l'échelle du globe est largement conditionnée par la rotation de la terre sur son axe, sont deux facteurs fondamentaux de détermination d'un climat. Ils présentent, à l'échelle globale et continentale, des variations selon la latitude. Cette distribution est par conséquent corrélée avec des bandes de végétation homogènes. Ces bandes latitudinales (observées en premier lieu par Dokoutchaev, père de la pédologie russe), sont appelées zones (du grec Zonê qui veut dire ceinture) et ont donné naissance au concept de zonalité, fondamental en géographie des milieux naturels. Ainsi par exemple, la biodiversité est croissante depuis les pôles jusqu'à l'équateur, que ce soit d'un point de vue animal ou végétal. La forêt équatoriale dense est le biome le plus riche et le plus divers

## Géographie humaine
La majorité de la population Québécoise est situé proche du fleuve Saint-Laurent par exemple Montréal et La ville de Québec.

## Régions administratives

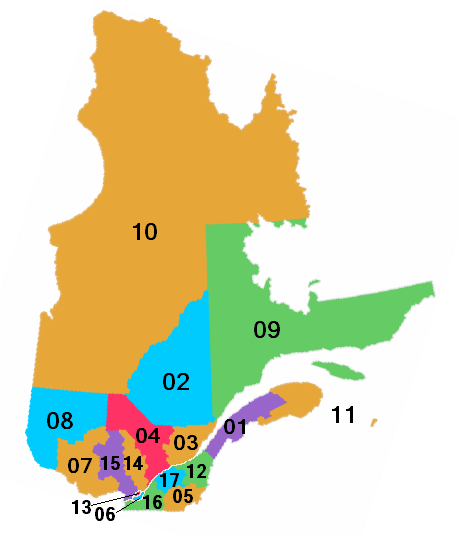
Les régions administratives du Québec

Le Québec compte 17 régions administratives numérotées de la manière suivante :
1. Bas-Saint-Laurent
2. Saguenay-Lac-Saint-Jean
3. Capitale-Nationale
4. Mauricie
5. Estrie
6. Montréal
7. Outaouais
8. Abitibi-Téminscamingue
9. Côte-Nord
10. Nord-du-Québec
11. Gaspésie-Îles-de-la-Madeleine
12. Chaudière-Appalaches
13. Laval
14. Lanaudière
15. Laurentides
16. Montérégie
17. Centre-du-Québec